# Percy Jackson en de Griekse goden
Percy Jackson en de Griekse goden (oorspronkelijke titel: Percy Jackson's Greek Gods) is een boek van Rick Riordan. Het boek bestaat uit allemaal losse verhalen verteld door Percy Jackson over de Griekse goden, titanen, en andere wezens uit de Griekse mythologie. Het boek is uitgekomen op 19 augustus 2014. De eerste Nederlandse vertaling kwam uit op 23 maart 2022.